# خدمت وظیفه عمومی

وضعیت خدمت نظام وظیفه در جهان به تاریخ ۲۱ می ۲۰۰۸
بدون نیروی مسلح
بدون خدمت وظیفه
در صدد حذف خدمت وظیفه توسط حکومت و دولت کنونی
نظام فراخوان فعال است اما کمتر از ۲۰٪ جمعیت مشمول به کار گرفته می‌شوند
دارای خدمت وظیفه عمومی
بدون اطلاعات

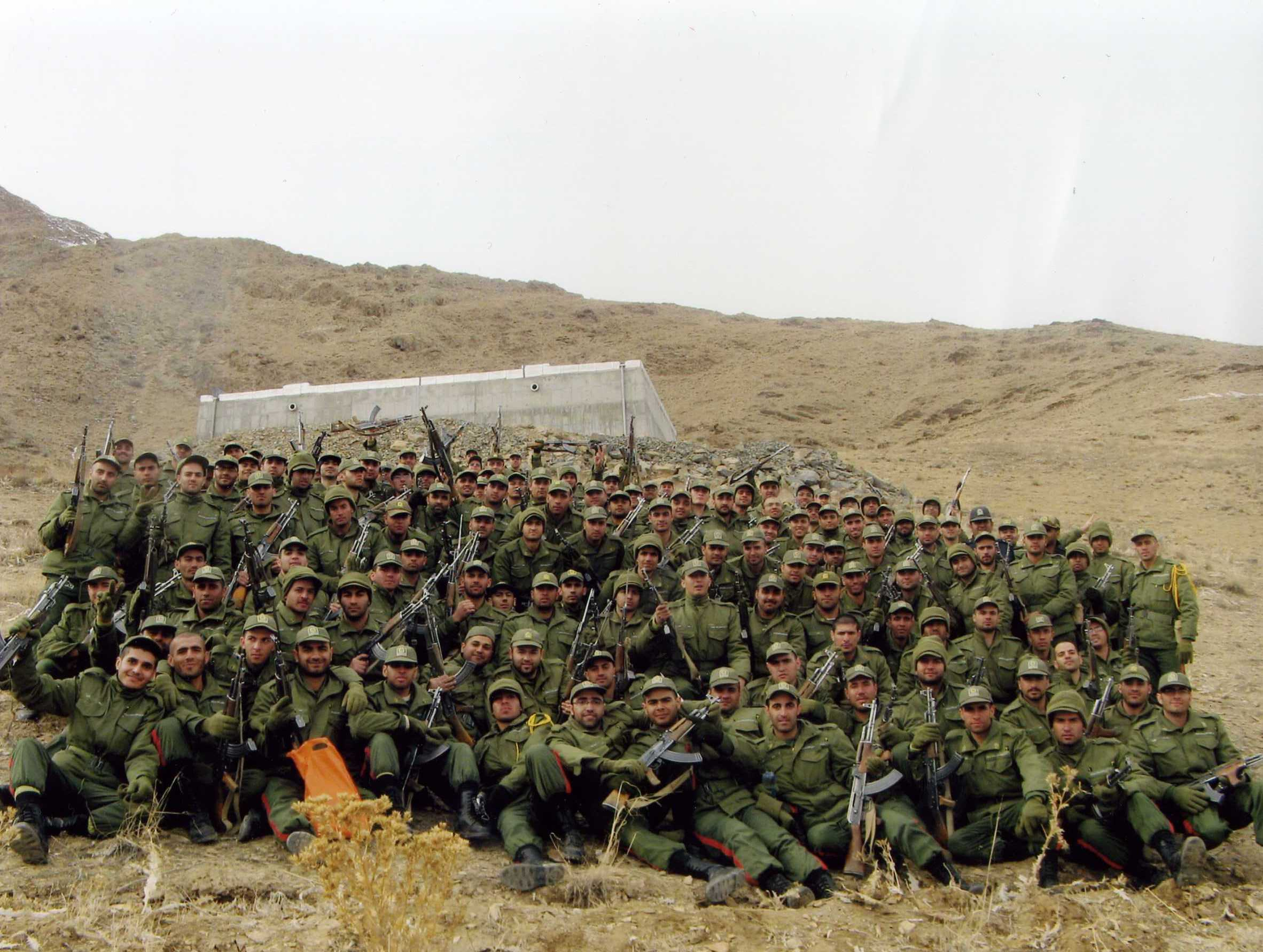
جمعی از سربازان پادگان مالک‌اشتر ناجا

خدمت وظیفه عمومی، که به‌ طور عام به آن خدمت سربازی، سربازی اجباری یا خدمت نظام وظیفه نیز گفته می‌ شود، اصطلاحی است برای اشاره به دوره‌ ای نظامی که توسط نظام حاکم برای شهروندان تعیین می‌ شود. این اصطلاح بیشتر در ادبیات سیاسی دولت‌ هایی به کار میرود که خواهان به کارگیری شهروندان در نیروهای مسلح هستند. این دوره با نام‌ های مختلفی شناخته میشود؛ برای مثال، آخرین برنامه خدمت وظیفه عمومی که در ایالات متحده اجرا شد، با اصطلاح «فراخوان» معروف شد. برخی کشورها خدمت سربازی را به شکل داوطلبانه و اختیاری در آورده‌ اند. این کشورها از سربازان اجباری استفاده نمیکنند و به جای آن، ارتش حرفه‌ ای را به کار می‌ گیرند. با این حال، برخی از این کشورها امکان استفاده از نیروهای وظیفه را به‌ طور کامل رد نکرده و آن را منوط به شرایط جنگی یا بحرانی میدانند.
خدمت وظیفه عمومی به دلایل مختلفی، از جمله مخالفت آگاهانه با مشارکت نظامی به دلایل مذهبی یا فلسفی، موضوعی بحث برانگیز است. اعتراضات سیاسی، مانند مخالفت با خدمت در یک دولت منفور یا جنگ غیر محبوب، و همچنین تبعیض جنسیتی (به این معنا که از نظر تاریخی تنها مردان مشمول این خدمت بودند)، از جمله نمونه‌ های این مخالفت ها هستند. اعتراضات ایدئولوژیک نیز بخشی از این مخالفت ها را تشکیل میدهند؛ برای مثال، مخالفت به دلیل نقض حقوق فردی افراد. سربازان وظیفه گاهی ممکن است با ترک کشور یا درخواست پناهندگی به کشوری دیگر، از خدمت فرار کنند. برخی از ساختارهای دولتی گزینشی، این نگرش‌ها را با ارائه خدمات جایگزین خارج از نقش‌های عملیاتی رزمی یا حتی خدمت خارج از ارتش بهبود بخشیده‌اند. نمونه‌هایی از این خدمات جایگزین شامل Siviilipalvelus (خدمات دولتی جایگزین) در فنلاند، و Zivildienst (خدمات عمومی اجباری) در اتریش، آلمان و سوئیس است. چندین کشور نه تنها مردان را برای خدمت در نیروهای مسلح، بلکه برای آژانس‌های شبه‌نظامی نیز به خدمت می‌گیرند. این خدمات ممکن است شامل وظایف محلی شبیه به پلیس، گارد مرزی، یا مأموریت‌های امداد و نجات غیرجنگی مانند دفاع غیرنظامی باشد.
تا سال 2025 میلادی، بسیاری از کشورها دیگر از خدمت سربازی اجباری و نظام وظیفه عمومی اجباری استفاده نمی‌کنند و در عوض به ارتش‌های حرفه‌ای متشکل از داوطلبان اختیاری متکی هستند. با این حال، توانایی تکیه بر چنین رویکردی مستلزم درجاتی از پیش‌بینی‌پذیری در مورد نیازهای جنگ و دامنه درگیری‌ها است. بنابراین، بسیاری از کشورهایی که خدمت اجباری را لغو کرده‌اند، همچنان این اختیار را برای از سرگیری خدمت اجباری در زمان جنگ یا بحران‌های ملی محفوظ نگه می‌دارند. کشورهای درگیر در جنگ‌ها یا کشورهایی که با رقابت‌های بین‌المللی مواجه هستند، به احتمال زیاد خدمت سربازی اجباری را اجرا می‌کنند. همچنین، دموکراسی‌ها کمتر از نظام‌های خودکامه احتمال اجرای خدمت اجباری را دارند. به استثنای چند مورد، مانند سنگاپور و مصر، مستعمرات سابق بریتانیا کمتر تمایل به اجرای سربازی اجباری دارند، زیرا تحت تأثیر هنجارهای ضد سربازی اجباری بریتانیا قرار گرفته‌اند. این هنجارها ریشه در تاریخ و تجربیات بریتانیا، از جمله جنگ‌های داخلی این کشور دارد. بریتانیا خود خدمت اجباری را در سال ۱۹۶۰ میلادی لغو کرد. در مقابل، قوانین خدمت وظیفه عمومی و معافیت از آن در ایران، برخلاف بسیاری از کشورهای دیگر، بسیار سخت‌گیرانه و اجباری است.

## تاریخچه

### باج‌گزاران فئودال‌ها
در نظام فئودالی قرون وسطی از روستاییان و انسان‌های غیر برده خواسته می‌شد یکی از مردان خانواده را که در سن مناسبی برای خدمت نظامی بود به پادشاه یا فرمانروای محلی معرفی کنند تا در شرایط بحرانی از آن‌ها استفاده شود. به مردانی که به این صورت به ارتش آورده می‌شدند باج‌گزاران می‌گفتند و آن‌ها را در پیاده‌نظام به کار می‌گرفتند. کسانی که از آمدن به خدمت خودداری می‌کردند یاغی شناخته می‌شدند. بسته به قانون هر کشور، هر کدام از این سربازان متعهد بود که از یک تا سه ماه در خدمت ارتش بجنگد.

#### بردگی نظامی
سیستم برده‌داری نظامی از سدهٔ ۹ تا سده ۱۹ میلادی به‌طور گسترده‌ای در خاورمیانه استفاده می‌شد.
در میانه‌های سده ۱۴ میلادی سلطان مراد اول عثمانی برای خود ارتشی متشکل از بردگان به نام کاپیکولو تأسیس کرد. تشکیل این نیروی جدید مبتنی بر حق سلطان بر یک پنجم غنائم جنگی بود که وی اسرا را نیز جزو این سهم می‌دانست. بردگان اسیرشده، اسلام می‌آوردند و برای خدمت به شخص سلطان آموزش می‌دیدند. در دوشیرمه (که آن را به صورت «مالیات خون» یا «جمع‌آوری کودکان» ترجمه کرده‌اند) پسران جوان مسیحی اهل بالکان را از خانواده‌هایشان جدا کرده، دینشان را به اسلام تغییر داده و آن‌ها را در یکی از طبقات خاص سربازی در ارتش عثمانی به کار می‌گرفتند. به این طبقه از سربازان که مشهورترین شاخه کاپیکولو بودند ینی‌چری می‌گفتند. ینی‌چری‌ها به تدریج تبدیل به فاکتور مهمی در حمله عثمانیان به اروپا شدند. بسیاری از فرماندهان نظامی نیروهای عثمانی، رؤسای ایالتی و حاکمان امپراتوری عثمانی مانند پارگالی ابراهیم پاشا و سوکولو مهمت پاشا با همان شیوه به خدمت گرفته شده بودند. در سال ۱۶۰۹ (۹۸۷) نیروهای کاپیکولو سلطان حدوداً به ۱۰۰٬۰۰۰ نفر رسیده بودند. محمود دوم عثمانی در سال ۱۸۲۶ (۱۲۰۴) با اجبار، سپاه ینی‌چری را منحل کرد.
مملوک‌ها سربازان بردهٔ مسلمان شده‌ای بودند که در سده‌های میانه به خلیفه مسلمین و سلاطین ایوبی خدمت می‌کردند. نخستین مملوک‌ها در سده نهم به خلیفه عباسی در بغداد خدمت کردند. آنان در گذر زمان تبدیل به طبقهٔ نظامی قدرتمندی شدند که در بیش از چند مورد قدرت را در دست گرفتند. برای نمونه مملوک‌ها بین سال‌های ۱۲۵۰–۱۵۱۷ (۶۲۸–۸۹۵) بر مصر حکومت کردند. از سال ۱۲۵۰ (۶۲۸)مصر توسط دودمان بحری‌ها که اصل آن‌ها قبچاقی بود اداره می‌شد. بردگانی که اهل قفقاز بودند و در این ارتش خدمت می‌کردند به تدریج گروه‌هایی را تشکیل دادند که در مصر قیام کرده و در نهایت دودمان برجی‌ها را تشکیل دادند. مملوک‌ها دلیل اصلی خروج مسیحیان از فلسطین بوده و همچنین آنان مانع ورود ایلخان‌های مغول از خاک ایران و عراق به سرزمین مصر شدند.
مولای اسماعیل، سلطان مراکش (۱۶۷۲–۱۷۲۷) (۱۰۵۰–۱۱۰۵) مشهور به خون‌ریز، سپاهیانی از بردگان سیاه به تعداد ۱۵۰٬۰۰۰ نفر به نام گارد سیاه تشکیل داد که با استفاده از آن‌ها کشور را مطیع خود ساخت.

#### ابداع خدمت وظیفه مدرن
خدمت وظیفه مدرن که شامل نام‌ نویسی یا سرباز گیری از شهروندان برای خدمت در ارتش بود در هنگام انقلاب فرانسه تشکیل شد تا جمهوری فرانسه بتواند در برابر یورش‌ های سلاطین اروپا دوام بیاورد. ژان باپتیست جردن نماینده مجلس در تاریخ ۵ سپتامبر ۱۷۹۸ (۱۱۷۶) قانونی را در مجلس به تصویب نمایندگان رساند که اولین ماده ی  آن بیان می‌ داشت: «هر فرانسوی سربازی است که خود را موظف به دفاع از ملت می‌ داند». این قانون به نام همان نماینده شهرت یافت. قانون مذکور باعث شد Grande Armée (ارتش بزرگ) که ناپلئون بناپارت آن را «ملت مسلح» می‌ نامید تشکیل شود. این ارتش توانست از پس ارتش‌ های حرفه‌ ای اروپا بر آید. بیش از ۲٫۶ میلیون نفر از مردان فرانسوی بین سال‌ های ۱۸۰۰ تا ۱۸۱۳ (۱۱۷۸ تا ۱۱۹۱) به ارتش فرانسه پیوستند.
شکست ارتش بی‌ نظم پروس، حکومت پروسی را که پس از پیروزی‌ های دوران فردریکی خود را شکست‌ ناپذیر می‌ پنداشت به وحشت انداخت. ژنرال شارنهورست پیشنهاد داد از levée en masse (سرباز گیری گسترده) یا خدمت وظیفه عمومی که در فرانسه باب شده بود استفاده شود. کرومپرسیستم نظام خدمت اجباری کوتاه‌ مدتی بود که در آلمان در تضاد با دوره بلند مدت خدمت اجباری به وجود آمد.
در امپراتوری روسیه در اوایل سده ۱۹ میلادی طول دوره خدمت سربازی ۲۵ سال بود. این دوره در سال ۱۸۳۴ (۱۲۱۲) به ۲۰ سال کاهش یافت. سربازان به کار گرفته شده نباید کمتر از ۱۷ سال و بیش از ۳۵ سال سن می‌داشتند. در سال ۱۸۷۴ (۱۲۵۲) یک نظام عمومی مبتنی بر الگوی مدرن عرضه شد. تنها الغای برده‌داری توانست تضمین اجرای این قانون را فراهم آورد. قانون جدید بیان می‌داشت که تمام مردان روسی، هنگامی که به ۲۰ سالگی می‌رسیدند مشمول خدمت ۶ ساله سربازی می‌شدند.
در آمریکا، خدمت وظیفه عمومی در جریان جنگ‌های داخلی آمریکا در ارتش متحد شکل گرفت. در سال ۱۸۶۳ (۱۲۴۱) قانون نام‌نویسی به مشمولان این اجازه را می‌داد که افرادی را اجاره کنند تا به جای آن‌ها در ارتش خدمت کنند. این قانون به همراه سیستم مزدوران اجاره‌ای، موجب بیزاری مردم از خدمت وظیفه شد که یکی از نشانه‌های آن شورش‌های نیویورک ضد خدمت وظیفه بود. همچنین سربازان داوطلب و افسران آن‌ها، نگاه تحقیرآمیزی به سربازان وظیفه داشتند. سرانجام کار به جایی کشید که تنها ۶٪ از ارتش متحد را سربازان وظیفه تشکیل دادند. خدمت وظیفه عمومی از آن زمان تا سال ۱۹۱۷ (۱۲۹۵) در ارتش آمریکا استفاده نشد.
بنابر نظر میشل فوکو، خدمت وظیفه عمومی یکی از تشکیلاتی است که توسط مؤسسات منظم شکل گرفته و مانند بیمارستان‌ها، مدارس و زندان‌ها است. همچنین لوئی آلتوسر، نیکولو ماکیاولی را جزو اولین تئوریسین‌های مدرنی می‌داند که در مورد ارتباط بین خدمت وظیفه عمومی و خلق یک ملت یا تقویت میهن‌پرستی فکر کرده‌است. ماکیاولی استفاده از سربازان مزدور و ارتش‌های حرفه‌ای که در آن زمان استان‌های ایتالیا را مورد تاخت و تاز قرار داده و آن‌ها را تقسیم کرده بودند خوار می‌شمرد.
اعزام سربازان وظیفه به جنگ‌های خارجی که به‌طور مستقیم امنیت کشور را به خطر نمی‌اندازند از نظر سیاسی در حکومت‌های مردم‌سالار مورد منازعه قرار داشته‌است. برای نمونه در جریان جنگ جهانی اول بحث‌های تندی در کانادا، استرالیا و زلاند نو در رابطه با خدمت وظیفه عمومی درگرفت. کانادا در جریان جنگ جهانی دوم نیز گرفتار مشاجرات مشابهی شد. همچنین اعتراضات گسترده‌ای نیز در چندین کشور علیه استفاده از سربازان وظیفه در جنگ ویتنام در دهه ۱۹۶۰ به پا شد.
هم‌اکنون کشورهایی که از زنان در خدمت وظیفه استفاده می‌کنند عبارتند از چین، کوبا، مصر، اریتره، اسرائیل، لیبی، مالزی، کره شمالی، پرو و تایوان. در سال ۲۰۰۲ (۱۳۸۰ خ) دولت سوئد از ارتش خواست امکان حضور اجباری زنان را در ارتش بسنجد. در جریان جنگ جهانی دوم زنان برای شرکت در ارتش‌های بریتانیا و شوروی فراخوانده شدند. ایالات متحده نیز در صدد استفاده از آن‌ها به عنوان پرستار در جنگ با ژاپن بود.
افراد زیادی در سال ۱۹۸۱ (۱۳۵۹)در جریان پرونده روستکر علیه گولدبرگ شکایاتی را تنظیم کردند مبنی بر اینکه قانون خدمت نظامی انتخابی (SSS) شرط لزوم طی فرایند حقوقی اشخاص از متمم پنجم قانون اساسی آمریکا را نقض می‌کند زیرا تنها از مردان برای ثبت‌نام در SSS درخواست کرده‌است و نه زنان. دادگاه عالی ایالات متحده نیز سرانجام این قانون را تأیید کرده و بیان داشت «بحث پیرامون ثبت‌نام زنان بر مبنای تساوی حقوق استوار است اما بنا بر قدرتی که قانون اساسی به کنگره داده‌است، این مجلس حق دارد به جای تساوی حقوق به مسئله نیازهای نظامی توجه کند.»

## خودداری از خدمت سربازی به دلایل وجدانی
مخالف با سربازی یا معترض اخلاقی کسی است که عقاید شخصی وی با خدمت نظامی مغایر است یا با یکی از قوانین نیروهای مسلح ناسازگار است. در برخی از کشورها، فرمان شکنان وجدانی وضعیت قانونی مشخصی دارند که وظایف خدمت اجباری آن‌ها را مشخص می‌کند. برای مثال سوئد به فرمان شکنان وجدانی اجازه می‌دهد تا آن‌ها از شاخه «بدون سلاح» (غیر رزمی) ارتش، خدماتی چون آتش‌نشان فرودگاه، پرستار یا تکنیسین ارتباطات راه دور را انتخاب کنند. با این حال برخی افراد از این انتخاب نیز سر باز می‌زنند زیرا این مشاغل را نیز جزو مجموعه ارتش می‌دانند. دلایل تمرد از خدمت متفاوت هستند. عقاید برخی از معترضان، مذهبی است. برای مثال عقیدهٔ اعضای کلیساهای تاریخی صلح، مبتنی بر صلح‌طلبی است. همچنین شاهدان یهوه حاضر به خدمت در نیروهای مسلح نیز نیستند زیرا بر این باورند که مسیحیان باید در درگیری‌های دنیوی بی‌طرف باشند.

## فراریان از خدمت
عضویت سربازان وظیفه در نیروهای مسلح دلیلی بر آن نیست که همهٔ آن‌ها موافق جنگ باشند. در ایالات متحده هنگام جنگ ویتنام، بسیاری از افراد از روابط سیاسی خود استفاده کردند تا در جنگ به دور از هر گونه آسیب بالقوه قرار گیرند.
بسیاری افراد با استفاده از راه‌های ممکن، خدمت را به تعویق می‌اندازند. برای مثال رفتن به دانشگاه، پدر شدن یا خدمت در برخی مشاغل (مانند تدریس؛ سرباز معلم). برخی از معافیت‌های تحصیلی استفاده کرده و برخی دیگر، فرمان‌شکن وجدانی شدند یا تظاهر به آن کردند. هرچند که بعدها ممکن بود از آن‌ها در خدمات غیر رزمی مانند نیروهای امدادرسان پزشکی استفاده شود. همچنین یکی از راه‌های ممکن آن بود که از ایشان در مشاغل غیرنظامی مانند کار در بیمارستان به‌طور منظم استفاده کنند.
برای کسانی که با نظام خدمت وظیفه آشنایی کافی دارند آسان است که بتوانند راه‌هایی برای فرار از خدمت پیدا کنند. یکی از راه‌هایی که بسیار فراگیر بوده و هنوز هم هست، معافیت پزشکی است. فرد می‌توانست با تظاهر به بیماری خود را مشمول معافیت نشان دهد اما به شرطی که چندین پزشک گزارش کتبی به نفع وی می‌نوشتند. وقت ارتش ارزش نداشت که خود را درگیر این مسائل کند. این شیوه در شهرهای بزرگ کارکرد بهتری داشت زیرا کسانی که مشمول را معاینه می‌ کردند وی را نمی‌ شناختند. با این‌ حال در برخی کشورها، معاینات سختی از سوی پزشکان مورد تأیید دولت انجام می‌ شود تا از فرار مشمولان سالم از خدمت جلوگیری به عمل آید.
یکی دیگر از روش‌هایی که در آمریکا در طول جنگ ویتنام برای فرار از خدمت وظیفه استفاده می‌شد عبور از مرز بود. مقصد این فراخوانده شدگان خدمت غالباً کانادا، مکزیک یا سوئد بود.
بسیاری از مردم، این فراریان را تحقیر کرده و آنان را ترسو می‌شمردند اما برخی نیز از آنان دفاع می‌کردند. در ایالات متحده به خصوص در اواخر جنگ ویتنام اعتراضات ضدجنگ و همچنین حمایت از فراریان از جنگ افزایش یافت زیرا نیروهای آمریکایی خسارات زیادی را متحمل شده بودند و دلایل و اهداف اصلی جنگ به سختی مورد سؤال قرار گرفت.
اواخر دوران نظام وظیفه در ایالات متحده کوشش‌هایی انجام شد تا با تبدیل این نظام به یک نوع قرعه‌کشی آن را کمی عادلانه‌تر سازند. در این شیوه به هر یک از روزهای تقویم یک عدد تصادفی اختصاص می‌دادند. مردانی که عدد پایین‌تری با روز تولدشان مصادف می‌شد، برای مصاحبه احضار می‌شدند. اما به دلایلی که در بالا گفته شد این شیوه نیز کمکی به عادلانه‌تر شدن نظام وظیفه نکرد و در نهایت این نظام در سال ۱۹۷۳ (۱۳۵۱) به پایان رسید. امروزه از مردان آمریکایی که در سنین بین ۱۸ تا ۲۵ سال هستند درخواست می‌شود برای حضور در ارتش ثبت‌نام کنند. از زمان پایان جنگ ویتنام تا به حال هیچ فرمان فراخوانی در ایالات متحده داده نشده‌است.در ایران فرار از خدمت مجازات یا زندانه یا اضافه خدمت. 

## مخالفان خدمت
از جنبه تاریخی همیشه مقاومت‌هایی در برابر خدمت اجباری سربازی در کشورهای مختلف وجود داشته‌است. شورش‌های نیویورک علیه خدمت وظیفه (که از ۱۱ ژوئیه تا ۱۶ ژوئیه ۱۸۶۳ (۱۲۴۱)طول کشید) شامل اغتشاشات وحشیانه‌ای بود که اوج نارضایتی مردم از قوانین جدیدی را نشان می‌داد که توسط کنگره برای به‌کارگیری مردان در جنگ‌های داخلی وضع شده بود. شورش آسیای مرکزی نیز در تابستان سال ۱۹۱۶ (۱۲۹۴) آغاز شد. این شورش‌ها زمانی شعله‌ور شدند که امپراتوری روسیه معافیت مسلمانان از خدمت وظیفه را لغو کرد.
جنگ ویتنام در ایالات متحده و چند کشور دیگر باعث بروز مخالفت‌های جدیدی علیه نظام خدمت انتخابی شد. بسیاری از مردم با نظام خدمت وظیفه مخالفت کردند و در مواجهه با آن یا خود را برای انتخاب شدن در یکی از خدمات اجتماعی معرفی می‌کردند یا به عنوان فرمان‌شکن وجدانی، یک شغل غیر رزمی در ارتش انتخاب می‌کردند یا با خروج از کشور، از خدمت وظیفه فرار می‌کردند. تعداد کمی نیز مانند محمد علی کلی به صورت علنی و سیاسی با این نوع خدمت نظامی مخالفت کردند. برخی از مردم در مرحله نام‌نویسی مخالفت خود را نشان می‌دادند. دیگران در مراحل اولیه آغاز خدمت هنگامی که به آنان دستور داده می‌شد یونیفرم به تن کرده و سلاح به دست گیرند مخالفت خود را نشان داده و برخی نیز هنگام فرمان حمله از دستور سرپیچی می‌کردند.

## معافیت از خدمت
در برخی از کشورها بعضی از مردم از رفتن به سربازی معاف هستند؛ بیشتر این افراد کسانی هستند که برای دولت کار می‌کنند (مانند معلمان، نیروهای پلیس، قانون‌گذاران و غیره)، افرادی که برای پیمان‌کاران دولتی کار می‌کنند و آن‌هایی که در شغل‌هایی هستند که برای عملکرد کشور مفید هستند (مدیریت بازیافت، نیروگاه‌ها و غیره) در بریتانیا به این مشاغل، شغل‌های اندوخته می‌گویند زیرا آن‌ها برای بقای ملت مفید هستند.
در اسرائیل، اقلیت‌های مسلمان و مسیحیان عرب همچون یهودیان فوق ارتدوکس از خدمت سربازی معاف هستند. با این حال معافیت شامل حال شهروندان دروزی اسرائیلی و همچنین بسیاری از روستاهای مسلمان بدوی نمی‌شود. ساکنان دائمی همچون دروزی‌های بلندی‌های جولان نیز از خدمت معاف هستند. معافیت از خدمت دلیلی برای آن نیست که افراد معاف شده نتوانند داوطلب حضور در ارتش شوند. با این حال چنین مسئله‌ای کمتر مشاهده می‌شوند.
برخی از سربازان وظیفه احساس می‌کنند که تجارب به دست آمده از خدمت می‌تواند برای آن‌ها مفید باشد اما دیگران بر این باورند که وقتشان در خدمت سربازی هدر رفته و آن‌ها می‌توانسته‌اند با توجه به تحصیلات و شغل خود افراد موفق‌تری باشند. دستمزد پایین نیز یکی دیگر از مشکلاتی است که باعث رنجش بیشتر سربازان وظیفه به ویژه در کشورهایی چون یونان، کره جنوبی، فنلاند، سنگاپور و ایران می‌شود. ارتش فنلاند هیچ‌گونه حقوقی به سربازان وظیفه نمی‌پردازد اما در عوض اعتباری به میزان ۳/۶۰ تا ۸/۲۵ یورو در روز به آن‌ها می‌پردازد. در ایران در سال ۱۳۸۷، حقوق یک سرباز صفر (پایین‌ترین درجه) در حدود ۲۵ دلار در ماه و حقوق یک افسر وظیفه با درجه ستوان یکمی (بالاترین درجه اعطایی به پرسنل وظیفه) در حدود ۴۶ دلار در ماه است. همچنین طرح جدیدی در دولت ایران اجرایی شده‌است که طبق آن، پرسنل وظیفه از بیمه درمانی نیروهای مسلح استفاده کرده و طول خدمت سربازی جزو سابقه بیمه تأمین اجتماعی آن‌ها تلقی شود.

## دوره خدمت وظیفه عمومی در برخی از کشورها
| کشور                | مساحت      | تولید ناخالص داخلی اسمی (میلیون دلار) | سرانه تولید ناخالص داخلی (دلار) | جمعیت         | حکومت                                         | خدمت وظیفه اجباری |
| ------------------- | ---------- | ------------------------------------- | ------------------------------- | ------------- | --------------------------------------------- | --- |
| افغانستان           |            |                                       |                                 | ۴۰٬۲۱۸٬۲۳۴    | امارات اسلامی                                 | وضعیت نامشخص |
| آلبانی              | ۲۷٫۳۹۸     | ۹٫۳۰۶                                 | ۲٫۵۸۴/۶۳                        | ۳٫۶۰۰٫۵۲۳     | دموکراسی                                      | اجرا نمی‌شود (لغو ۲۰۱۰) |
| الجزایر             | ۲٫۳۸۱٫۷۴۰  | ۹۰٫۰۰۰                                | ۲٫۷۰۰/۰۱                        | ۳۳٫۳۳۳٫۲۱۶    | جمهوری                                        | اجرا می‌شود (برای مردان بین 19 سال تا 30 سال به مدت 12 ماه) |
| آنگولا              | ۱٫۲۴۶٫۷۰۰  | ۲۸٫۶۱۰                                | ۲٫۳۳۲/۹۲                        | ۱۲٫۲۶۳٫۵۹۶    | جمهوری چند حزبی                               | اجرا می‌شود |
| آرژانتین            | ۲٫۷۳۶٫۶۹۰  | ۲۱۰٫۰۰۰                               | ۵٫۲۱۰/۶۷                        | ۴۰٫۳۰۱٫۹۲۷    | جمهوری                                        | اجرا نمی‌شود (ولی قانوناً لغو نشده‌است) |
| بلغارستان           |            |                                       |                                 |               |                                               | اجرا نمی‌شود (لغو ۲۰۰۸) |
| استرالیا            | ۷٫۶۱۷٫۹۳۰  | ۶۴۴٫۷۰۰                               | ۳۱٫۵۵۰/۰۹                       | ۲۰٫۴۳۴٫۱۷۶    | دموکراسی پارلمانی فدرال                       | اجرا نمی‌شود |
| اتریش               | ۸۲٫۴۴۴     | ۳۱۰٫۱۰۰                               | ۳۷٫۸۱۸/۰۷                       | ۸٫۲۳۳٫۳۰۰     | جمهوری فدرال                                  | اجرا می‌شود |
| باهاما              | ۱۰٫۰۷۰     | ۶٫۱۵۹                                 | ۲۰٫۱۵۰/۱۷                       | ۳۰۵٫۶۵۵       | دموکراسی پارلمانی مشروطه                      | اجرا نمی‌شود |
| بنگلادش             | ۱۳۳٫۹۱۰    | ۶۹٫۳۴۰                                | ۴۶۰/۸۹                          | ۱۵۰٫۴۴۸٫۳۳۹   | دموکراسی پارلمانی                             | اجرا نمی‌شود |
| بلژیک               | ۳۰٫۵۲۸     | ۳۱۶٫۲۰۰                               | ۳۱٫۴۰۰                          | ۱۰٫۵۸۴٫۵۳۴    | دموکراسی                                      | اجرا نمی‌شود (از سال ۱۹۹۴ به تعلیق درآمده‌است) |
| بلیز                | ۲۲٫۸۰۶     | ۱٫۱۴۱                                 | ۳٫۸۷۵/۸۸                        | ۲۹۴٫۳۸۵       | دموکراسی پارلمانی                             | اجرا نمی‌شود (ولی قانوناً لغو نشده‌است) |
| پاکستان             |            |                                       |                                 |               |                                               | اجرا نمی‌شود |
| بوتان               | ۴۷٫۰۰۰     | ۸۴۰/۵                                 | ۳۶۱/۰۶                          | ۲٫۳۲۷٫۸۴۹     | سلطنت مطلقه                                   | اجرا می‌شود (انتخابی) |
| بولیوی              | ۱٫۰۸۴٫۳۹۰  | ۱۰٫۳۳۰                                | ۱٫۱۳۲/۷۸                        | ۹٫۱۱۹٫۱۵۲     | جمهوری                                        | اجرا می‌شود (فقط در صورت کمبود داوطلبان) |
| بوسنی و هرزگوین     | ۵۱٫۱۲۹     | ۹٫۲۱۷                                 | ۲٫۰۲۴/۷۴                        | ۴٫۵۵۲٫۱۹۸     | جمهوری فدرال دموکراتیک                        | اجرا نمی‌شود |
| برزیل               | ۸٫۴۵۶٫۵۱۰  | ۹۶۷٫۰۰۰                               | ۵٫۰۸۹/۱۹                        | ۱۹۰٫۰۱۰٫۶۴۷   | جمهوری فدرال                                  | اجرا می‌شود |
| برمه                | ۶۵۷٫۷۴۰    | ۹٫۶۰۰                                 | ۲۰۲/۶۴                          | ۴۷٫۳۷۳٫۹۵۸    | احزاب نظامی                                   | اجرا می‌شود (ولی رسماً ممنوع است) |
| چین                 | ۹٫۳۲۶٫۴۱۰  | ۲٫۵۱۸٫۰۰۰                             | ۱٫۹۰۴/۹۰                        | ۱٫۳۲۱٫۸۵۱٫۸۸۸ | جمهوری خلق                                    | از نظر قانونی به رسمیت شناخته شده، اما عملی نمی شود (اختیاری) 24 ماه برای مردان 18 تا 22 ساله                                                                                           |
| کرواسی              | ۵۶٫۴۱۴     | ۳۷٫۴۲۰                                | ۷٫۸۶۳/۴۴                        | ۴٫۴۴۳٫۳۵۰     | دموکراسی پارلمانی/ریاست‌جمهوری                 | اجرا نمی‌شود (از سال ۲۰۰۸ لغو شد) |
| کوبا                | ۱۱۰٫۸۶۰    | ۴۰٫۰۰۰                                | ۳٫۵۱۰/۶۱                        | ۱۱٫۳۹۴٫۰۴۳    | جمهوری سوسیالیستی                             | اجرا می‌شود (برای هر دو جنس) |
| دانمارک             | ۴۲٫۳۹۴     | ۲۵۷٫۳۰۰                               | ۴۴٫۹۴۱                          | ۵٫۴۱۵٫۹۷۸     | سلطنت مشروطه                                  | اجرا می‌شود |
| جیبوتی              | ۲۲٫۹۸۰     | ۷۰۲                                   | ۱٫۴۱۴/۲۶                        | ۴۹۶٫۳۷۴       | جمهوری                                        | اجرا نمی‌شود |
| السالوادور          | ۲۰٫۷۲۰     | ۱۵٫۱۶۰                                | ۲٫۱۸۱/۹۰                        | ۶٫۹۴۸٫۰۷۳     | جمهوری                                        | اجرا نمی‌شود (ولی قانوناً لغو نشده‌است) |
| فنلاند              | ۳۰۴٫۴۷۳    | ۱۹۹٫۰۰۰.                              | ۳۵٫۱۱۱/۸۰                       | ۵٫۲۴۶٫۱۰۰     | جمهوری                                        | اجرا می‌شود |
| فرانسه              | ۶۴۰٫۰۵۳    | ۲٫۱۴۹٫۰۰۰                             | ۳۳٫۷۵۸/۸۱                       | ۶۰٫۸۷۳٫۰۰۰    | جمهوری                                        | اجرا نمی‌شود (از سال ۲۰۰۱ به حالت تعلیق درآمده‌است) |
| گامبیا              | ۱۰٫۰۰۰     | ۴۶۲/۵                                 | ۲۷۳/۹۴                          | ۱٫۶۸۸٫۳۵۹     | جمهوری                                        | اجرا نمی‌شود |
| آلمان               | ۳۴۹٫۲۲۳    | ۲٫۸۷۲٫۰۰۰                             | ۳۴٫۸۵۳/۹۵                       | ۸۲٫۴۰۰٫۹۹۶    | جمهوری فدرال                                  | اجرا نمی‌شود (از سال ۲۰۱۱ لغو شد) |
| یونان               | ۱۳۰٫۸۰۰    | ۲۵۶٫۳۰۰                               | ۲۴٫۰۰۰                          | ۱۰٫۷۰۶٫۲۹۰    | جمهوری پارلمانی                               | اجرا می‌شود |
| گرانادا             | ۳۴۴        | ۴۵۴                                   | ۵٫۰۴۶/۰۷                        | ۸۹٫۹۷۱        | دموکراسی پارلمانی                             | اجرا نمی‌شود (خدمت نظامی وجود ندارد) |
| مجارستان            | ۹۳٫۰۳۰     | ۲۰۷٫۰۰۰                               | ۱۱٫۳۶۹/۹۱                       | ۱۰٫۰۶۴٫۰۰۰    | دموکراسی پارلمانی                             | اجرا نمی‌شود |
| ایران               | ۱٫۶۳۶٫۰۰۰  | ۱۹۳٫۵۰۰                               | ۲٫۹۵۸/۸۳                        | ۸۷/۹۲۰/۰۰۰    | جمهوری اسلامی                                 | اجرا می‌شود (18-24 ماه برای مردان از سن 18 سالگی) |
| هند                 | ۲٫۹۷۳٫۱۹۰  | ۸۰۴٫۰۰۰                               | ۶۵۷/۶۰                          | ۱٫۰۹۴٫۵۸۳٫۰۰۰ | جمهوری فدرال                                  | اجرا نمی‌شود |
| اسرائیل             | ۲۰٫۳۳۰     | ۱۴۰٫۳۰۰                               | ۲۱٫۸۳۰/۸۷                       | ۶٫۴۲۶٫۶۷۹     | دموکراسی پارلمانی                             | اجرا می شود. ۳۲ ماه برای مردان و ۲۴ ماه برای زنان ۴۸ ماه برای افسران، ۹ سال برای خلبانان؛ پس از اتمام خدمت، سربازان به ذخیره منتقل می‌شوند تا سن ۴۱-۵۱ سالگی (مردان) یا ۲۴ سالگی (زنان). |
| جاماییکا            | ۱۰٫۸۳۱     | ۹٫۲۳۰                                 | ۳٫۳۱۹/۹۹                        | ۲٫۷۸۰٫۱۳۲     | دموکراسی پارلمانی مشروطه                      | اجرا نمی‌شود |
| ژاپن                | ۳۷۴٫۷۴۴    | ۴٫۸۸۳٫۰۰۰                             | ۳۸٫۳۱۸/۰۳                       | ۱۲۷٫۴۳۳٫۴۹۴   | سلطنت مشروطه به همراه دولت پارلمانی           | اجرا نمی‌شود |
| اردن                | ۹۲٫۳۰۰     | ۳۰۰٫۰۰۰                               | ۲٫۰۶۸/۳۳                        | ۶٫۰۵۳٫۱۹۳     | سلطنت مشروطه                                  | اجرا نمی‌شود |
| کره شمالی           | ۱۲۰٫۴۱۰    | ۴۰٫۰۰۰                                | ۱٫۸۰۰                           | ۲۳٫۳۰۱٫۷۲۵    | جمهوری سوسیالیستی                             | اجرا می‌شود |
| کره جنوبی           | ۹۸٫۱۹۰     | ۸۹۷٫۴۰۰                               | ۱۸٫۲۹۷/۵۶                       | ۴۹٫۰۴۴٫۷۹۰    | جمهوری                                        | اجرا می‌شود |
| کویت                | ۱۷٫۸۲۰     | ۶۰٫۷۲۰                                | ۲۴٫۲۳۴/۱۱                       | ۲٫۵۰۵٫۵۵۹     | امیرنشین مشروطه                               | اجرا می‌شود |
| لبنان               | ۱۰٫۲۳۰     | ۱۹٫۸۹۰                                | ۵٫۰۶۶/۸۷                        | ۳٫۹۲۵٫۵۰۲     | جمهوری                                        | اجرا نمی‌شود (از سال ۲۰۰۷ لغو شد) |
| لیبی                | ۱٫۷۵۹٫۵۴۰  | ۳۴٫۲۰۰                                | ۵٫۶۶۵/۱۵                        | ۶٫۰۳۶٫۹۱۴     | جمهوری توده‌ها                                 | اجرا می‌شود |
| لوکزامبورگ          | ۲٫۵۸۶      | ۳۴٫۵۳۰                                | ۷۱٫۹۰۴/۲۴                       | ۴۸۰٫۲۲۲       | سلطنت مشروطه                                  | اجرا نمی‌شود |
| مقدونیه             | ۲۴٫۸۵۶     | ۶٫۲۲۵                                 | ۳٫۰۲۷/۸۵                        | ۲٫۰۵۵٫۹۱۵     | دموکراسی پارلمانی                             | اجرا نمی‌شود |
| مالزی               | ۳۲۸٫۵۵۰    | ۱۳۲٫۳۰۰                               | ۵٫۳۳۰/۱۰                        | ۲۴٫۸۲۱٫۲۸۶    | سلطنت مشروطه                                  | اجرا می‌شود (انتخابی) |
| مالدیو              | ۳۰۰        | ۹۰۶                                   | ۲٫۴۵۵/۰۸                        | ۳۶۹٫۰۳۱       | جمهوری                                        | اجرا نمی‌شود |
| مالتا               | ۳۱۶        | ۵٫۴۴۷                                 | ۱۳٫۵۵۳/۸۰                       | ۴۰۱٫۸۸۰       | جمهوری                                        | اجرا نمی‌شود |
| مولداوی             | ۳۳٫۳۷۱     | ۲٫۵۷۴                                 | ۵۹۵/۷۷                          | ۴٫۳۲۰٫۴۹۰     | جمهوری                                        | اجرا می‌شود |
| هلند                | ۳۳٫۸۸۳     | ۶۱۲٫۷۰۰                               | ۳۶٫۹۷۵/۱۰                       | ۱۶٫۵۷۰٫۶۱۳    | سلطنت مشروطه                                  | اجرا نمی‌شود (ولی قانوناً لغو نشده‌است) |
| زلاند نو            | ۲۶۸٫۰۲۱    | ۹۸٫۳۹۰                                | ۲۳٫۰۷۹/۳۶                       | ۴٫۰۹۸٫۹۰۰     | دموکراسی پارلمانی                             | اجرا نمی‌شود |
| قطر                 | ۱۱٫۴۳۷     | ۳۰٫۷۶۰                                | ۳۳٫۹۰۵/۴۴                       | ۹۰۷٫۲۲۹       | امیرنشین                                      | اجرا نمی‌شود |
| رومانی              | ۲۳۸٫۳۹۲    | ۲۵۶٫۹۰۰                               | ۱۰٫۶۶۱                          | ۲۲٫۲۷۶٫۰۵۶    | دموکراسی                                      | اجرا نمی‌شود (از سال ۲۰۰۷ لغو شد) |
| روسیه               | ۱۶٫۹۹۵٫۸۰۰ | ۷۳۳٫۶۰۰                               | ۵٫۱۸۸/۹۴                        | ۱۴۱٫۳۷۷٫۷۵۲   | فدراسیون                                      | اجرا می‌شود (ولی خدمت جایگزینی نیز موجود است) |
| رواندا              | ۲۴٫۹۴۸     | ۱٫۹۶۸                                 | ۱۹۸/۶۴                          | ۹٫۹۰۷٫۵۰۹     | جمهوری چند حزبی                               | اجرا نمی‌شود |
| عربستان سعودی       | ۲٫۱۴۹٫۶۹۰  | ۲۷۶٫۹۰۰                               | ۱۰٫۰۳۲/۲۳                       | ۲۷٫۶۰۱٫۰۳۸    | سلطنت مطلقه                                   | اجرا نمی‌شود |
| سیشل                | ۴۵۵        | ۷۱۲                                   | ۸٫۶۹۴/۰۶                        | ۸۱٫۸۹۵        | جمهوری                                        | اجرا می‌شود |
| سنگاپور             | ۶۹۲        | ۱۳۷٫۷۶۲                               | ۳۰٫۷۲۳/۶۱                       | ۴٫۵۵۳٫۰۰۹     | جمهوری پارلمانی                               | اجرا می‌شود (طولانی‌ترین دوره در آسیا) |
| اسلونی              | ۲۰٫۱۵۱     | ۳۷٫۹۲۰                                | ۱۸٫۸۷۲/۷۶                       | ۲٫۰۰۹٫۲۴۵     | جمهوری پارلمانی                               | اجرا نمی‌شود |
| آفریقای جنوبی       | ۱٫۲۱۹٫۹۱۲  | ۲۰۱٫۴۰۰                               | ۳٫۹۹۴/۶۱                        | ۴۶٫۸۸۸٫۲۰۰    | جمهوری                                        | اجرا نمی‌شود |
| اسپانیا             | ۴۹۹٫۵۴۲    | ۱٫۰۸۴٫۰۰۰                             | ۲۳٫۴۸۰/۲۶                       | ۴۳٫۳۹۸٫۱۵۰    | سلطنت پارلمانی                                | اجرا نمی‌شود |
| سوریه               | ۱۸۴٫۰۵۰    | ۲۴٫۲۶۰                                | ۱٫۳۵۶/۹۰                        | ۱۹٫۰۴۳٫۳۸۰    | جمهوری تحت رژیمی نظامی                        | اجرا می‌شود |
| سوازیلند            | ۱۷٫۲۰۳     | ۲٫۱۹۵                                 | ۱٫۹۳۷/۲۲                        | ۱٫۱۳۱٫۰۰۰     | پادشاهی                                       | اجرا نمی‌شود |
| سوییس               | ۴۱٫۲۸۵     | ۳۸۶٫۱۰۰                               | ۵۱٫۱۰۷/۵۲                       | ۷٫۵۰۸٫۷۰۰     | رسماً فدراسیون ولی شبیه به ساختار جمهوری فدرال | اجرا می‌شود (ولی خدمت جایگزینی نیز موجود است) |
| تایوان (جمهوری چین) | ۳۲٫۲۶۰     | ۶۸۱٫۸۰۰                               | ۲۹٫۶۰۰                          | ۲۲٫۸۵۸٫۸۷۲    | دموکراسی چندحزبی                              | اجرا می‌شود (انتخابی، خدمت جایگزینی نیز موجود است) |
| تایلند              | ۵۱۱٫۷۷۰    | ۱۹۷٫۷۰۰                               | ۳٫۰۳۸/۳۵                        | ۶۴٫۲۳۲٫۷۶۰    | سلطنت مشروطه                                  | اجرا می‌شود |
| تونگا               | ۷۱۸        | ۲۴۴                                   | ۲٫۰۸۶/۸۸                        | ۱۱۶٫۹۲۱       | سلطنت مشروطه                                  | اجرا نمی‌شود |
| ترینیداد و توباگو   | ۵٫۱۲۸      | ۱۴٫۹۰۰                                | ۱۴٫۱۰۱/۷۳                       | ۱٫۰۵۶٫۶۰۸     | دموکراسی پارلمانی                             | اجرا نمی‌شود |
| ترکیه               | ۷۸۰٫۵۸۰    | ۶۳۵٫۶۰۰                               | ۹٫۰۰۰                           | ۷۱٫۱۵۸٫۶۴۷    | دموکراسی پارلمانی                             | اجرا می‌شود |
| بریتانیا            | ۲۴۱٫۵۹۰    | ۲٫۳۴۶٫۰۰۰                             | ۳۸٫۶۰۰/۶۱                       | ۶۰٫۷۷۶٫۲۳۸    | سلطنت مشروطه                                  | اجرا نمی‌شود (به جز هنگ برمودا) |
| ایالات متحده آمریکا | ۹٫۱۶۱٫۹۲۳  | ۱۳٫۲۱۰٫۰۰۰                            | ۴۲٫۱۳۷/۵۲                       | ۲۹۶٫۴۱۰٫۴۰۰   | جمهوری دموکراسی فدرال                         | در حال حاضر هیچ خدمت اجباری جریان ندارد، اما سازمان خدمت انتخابی این حق را حفظ می‌کند که در زمان نیاز، مردان ۱۸ تا ۲۵ ساله را به صورت تصادفی "فراخوان" کند.                              |
| واناتو              | ۱۲٫۲۰۰     | ۳۴۱                                   | ۱٫۶۰۸/۷۱                        | ۲۱۱٫۹۷۱       | جمهوری پارلمانی                               | اجرا نمی‌شود |
| فیلیپین             |            |                                       |                                 |               |                                               | اجرا نمی‌شود (لغو ۲۰۱۶) |
| عراق                |            |                                       |                                 |               | جمهوری پارلمانی فدرالی                        | اجرا نمی‌شود (لغو ۲۰۰۳) |

نکته:
- به غیر از مواردی که در جدول ذکر شده، بقیه اطلاعات از Nationmaster.com.[۲۶][۲۷][۲۸][۲۹][۳۰][۳۱] گرفته شده‌است.

## دلایل مطرح شده در مخالفت با دوره خدمت وظیفه عمومی

### اعلامیه جهانی حقوق بشر

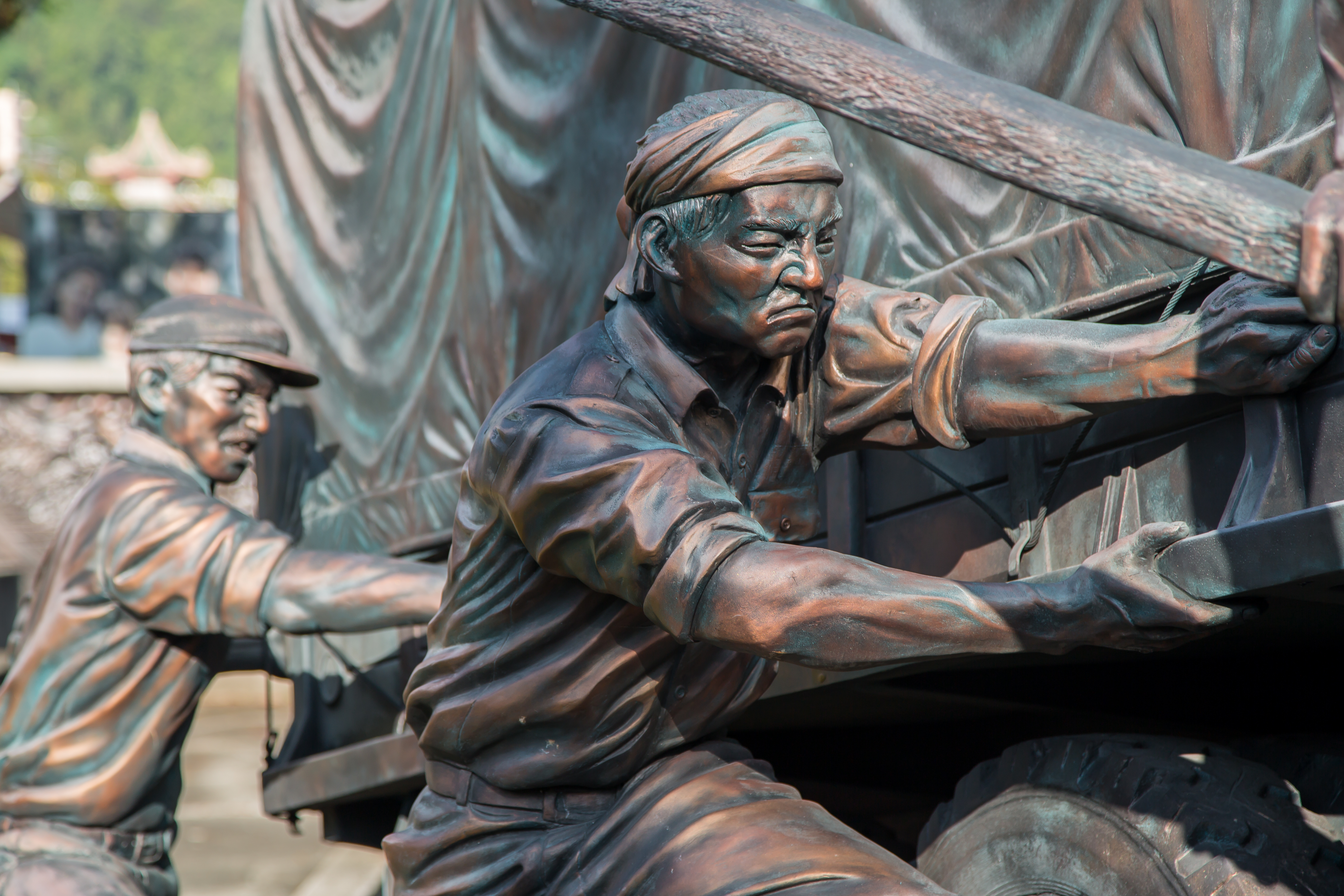
یک یادمان ضد جنگ در مالزی.

بسیاری از مجادلاتی که پیرامون دوره خدمت سربازی یا تبعیض جنسیتی موجود در آن به پا شده‌است، به خاطر تخطی قوانین این دوره از اصول مطرح شده در اعلامیه جهانی حقوق بشر سازمان ملل متحد است. به ویژه موادی که در ذیل آورده شده‌اند:
- ماده ۲: هر کس بدون هیچ گونه تمایزی از حیث (...)، جنسیت (...) از حقوق و آزادی‌هایی که در این اعلامیه برشمرده شده‌است برخوردار است.
- ماده ۳: هر کس حق حیات، آزادی و برخورداری از امنیت شخصی را دارد.
- ماده ۴: هیچ‌کس را نباید در بیگاری بردگی نگاه داشت، (...).
- ماده ۱۸ هر کس حق دارد از آزادی اندیشه، وجدان و مذهب بهره‌مند گردد، این حق شامل آزادی تغییر مذهب یا باور و نیز آزادی اظهار مذهب یا باور به شکل آموزش، عمل به شعائر، نیایش و به جای آوردن آیین‌ها چه به تنهایی و چه به صورت جمعی نیز می‌گردد.
- ماده ۲۰: (...) هیچ‌کس را نباید مجبور به عضویت در یک تشکل کرد.
- ماده ۲۳: هر کس حق (...) انتخاب آزادانهٔ شغل (...) را دارد.

این مواد از اعلامیه جهانی حقوق بشر به‌وضوح بر حقوق اساسی افراد تأکید دارند و بسیاری از انتقادات واردشده به خدمت سربازی اجباری، به ویژه در مواردی که با اجبار، تبعیض جنسیتی یا محدودیت‌های آزادی‌های فردی همراه است، به این اصول مرتبط می‌شود. برای مثال، خدمت سربازی اجباری که تنها برای مردان اعمال می‌شود، می‌تواند با ماده ۲ (ممنوعیت تبعیض جنسیتی) و ماده ۲۰ (ممنوعیت اجبار به عضویت در تشکل‌ها) در تضاد باشد. همچنین، محدودیت‌های ناشی از خدمت سربازی ممکن است با ماده ۲۳ (حق انتخاب آزادانه شغل) و ماده ۱۸ (آزادی اندیشه و مذهب) تعارض داشته باشد.
همچنین در بسیاری از قوانین اساسی کشورهایی که پس از جنگ جهانی دوم نوعی از خدمت سربازی در آن جا جریان داشته یا هنوز دارد یا احتمال آن را در هنگامهٔ جنگ می‌دهند، حقوق مشابهی در نظر گرفته شده‌است.

### برده‌داری
خدمت سربازی شخصیت فرد را در معرض نظامی‌گری (جنگ گرایی) قرار می‌دهد. این خدمت نوعی بردگی است. اینکه ملت‌ها تحت تأثیر روزمرگی آن را تحمل می‌کنند، دلیل دیگری برای اثبات تأثیر ناتوان‌کنندهٔ آن است.
- آلبرت اینشتین، زیگموند فروید، اچ جی ولز، برتراند راسل و توماس مان در اعلامیه‌ای که علیه خدمت سربازی و آموزش نظامی جوانان در سال ۱۹۳۰ (۱۳۰۸) صادر کردند.
برخی گروه‌ها همچون آزادی‌خواهان، معتقدند از آن جایی که خدمت وظیفه عمومی اجباری است پس نوعی بردگی به حساب می‌آید. بنابر متمم سیزدهم قانون اساسی ایالات متحده، برده‌داری یا هر نوع خدمت غیرارادی ممنوع است مگر اینکه بخشی از مجازات مجرمان باشد. در نتیجه گروه‌های مخالف، (دست کم در آمریکا) خدمت وظیفه را مخالف قانون اساسی و اخلاق می‌دانند. دادگاه عالی ایالات متحده در سال ۱۹۱۸ (۱۲۹۶) حکم داد که فراخوان خدمت سربازی که برای جنگ جهانی اول صادر شد، قانون اساسی آمریکا را نقض نکرده‌است. دادگاه این‌طور بیان داشت که یکی از اختیارات محدود دولت فدرال، فرمان فراخوان سربازان وظیفه است. تنها توضیحی که همراه متمم سیزدهم قانون اساسی آمریکا در این مورد انتشار یافت و بعدها نیز بسیار مورد انتقاد قرار گرفت به این شرح است:
در پایان، از آن جا که ما نمی‌توانیم مشخص کنیم که تحمیل خدمت سربازی توسط دولت بر شهروندی که رفیع‌ترین افتخارش دفاع از حقوق و شرافت ملت در برابر جنگی است که عالی‌ترین نمایندگان کشورش آن را اعلام کرده‌اند، تا چه اندازه به عنوان یک خدمت غیرارادی در تضاد با ممنوعیت‌های قیدشده در متمم سیزدهم قانون اساسی تلقی می‌شود، اجباراً به این نتیجه می‌رسیم که بحث پیرامون این مسئله ناقض خود آن است.
در شوروی بسیاری از سربازان وظیفه آموزش‌های بسیار ابتدایی می‌دیدند و از آن‌ها در کارهای غیرنظامی مانند ساخت خانه‌های ییلاقی برای افسران یا برداشت سیب‌زمینی از زمین‌های کشاورزی بدون دریافت هیچ دستمزدی، استفاده می‌شد. این رویه باعث شد تا در نظام اقتصادی مبتنی بر برنامه‌ریزی دولت شوروی، انگیزه کافی برای برای تولید ماشین‌های خرمن‌کوب چندمنظوره (کمباین) در نظر گرفته نشود. با این وصف کشاورزی شوروی از فن‌آوری‌های مدرن عقب ماند.
پیش از سال ۱۹۸۹ (۱۳۶۷) در بلوک مربوط به شوروی در مجارستان، بیش از نیمی از سربازان وظیفه تنها چند هفته کار با تفنگ را می‌آموختند و سپس با سرعت به «دسته‌های کار» اعزام می‌شدند و معمولاً مشغول به ساخت خطوط ریل رایگان و با کیفیت بسیار پایین می‌شدند. در همان زمان خط ریل‌های اروپای غربی توسط نیروی کار حرفه‌ای شاغل در کارخانه‌های ریل‌سازی نیمه‌خودکار و طبق بالاترین استانداردهای آن زمان ساخته می‌شدند.

### تبعیض سنی
خدمت وظیفه عمومی معمولاً محدود به جوانان بوده و تقریباً هیچ وقت به شکل مساوی بین گروه‌های سنی مختلف تقسیم نشده‌است. جوان‌ترهایی که تأیید می‌شوند، در همان ابتدا به خدمت فراخوانده می‌شوند. مخالفان تبعیض سنی و طرفداران آزادی جوانان این‌طور بیان می‌کنند که خدمت سربازی مبتنی بر سن، شدیدترین تبعیض سنی است که توسط دولت بر افراد ملت اعمال می‌شود. این تبعیض را فیل اوشس در ترانه‌ای به نام «من دیگر به پیش نمی‌روم» نشان داده‌است: «همیشه مسن‌ترها بوده‌اند که ما را به سوی جنگ برده‌اند؛ همیشه جوانان بوده‌اند که نابود گشته‌اند».
حتی در کشورهایی که دولت آن‌ها توسط مردم انتخاب می‌شود، سن مشمولان خدمت به حدی پایین است که غالباً به آن‌ها اجازهٔ شرکت در تصمیم‌های مهم از قبیل اعزام به جنگ یا تعیین سیاست‌های مربوط به مشمولان خدمت وظیفه داده نمی‌شود. تصویب متمم بیست و ششم قانون اساسی ایالات متحده که سن رأی‌دهندگان را به ۱۸ سال کاهش می‌داد، بیشتر از آن رو انجام شد که انتقادات گسترده‌ای پیرامون بی‌عدالتی موجود در رابطه با جوانانی که علی‌رغم اعزام به خدمت سربازی اجازه رأی نداشتند بالا گرفته بود.

### مشکلات ناشی از بی‌انضباطی
هیچ نیروی نظامی بدون انضباط نمی‌تواند مؤثر باشد. انضباط را می‌توان از راه روحیه گروهی یا انگیزه فعال موجود در پرسنل، آموزش داد. همچنین انضباط را می‌توان به صورت بنیادین از طریق راهنمایی‌های رهبر، در نیروها درونی کرد. به سادگی می‌توان حدس زد که داوطلبان ارتش که به میل خود به نیروهای مسلح می‌پیوندند بی‌نظمی‌های کمتری از خود نشان می‌دهند، در حالی که شهروندانی که به اجبار و به عنوان خدمت وظیفه به این نیروها اعزام می‌شوند انگیزه کمی برای خدمت دارند.
تنبیهات اعمال شده بر سربازان وظیفه نیز غالباً خشن هستند زیرا ذات این خدمت مبتنی بر اجبار است. اعدام با استفاده از جوخه آتش، در هنگام جنگ یکی از راه‌هایی بوده که در سطح ارتش‌های جهان برای پرسنل وظیفه بی‌نظم به کار برده می‌شده‌است. آنتونی بیور تخمین زده‌است که ۱٪ تا ۵٪ تلفات نیروهای وظیفه در جنگ جهانی دوم مربوط به این‌گونه اعدام‌ها بوده‌است. این ادعا را می‌توان با عبارتی از لئون تروتسکی به‌طور خلاصه نشان داد:
ارتش را بدون تنبیهات نمی‌توان ساخت. اگر مجازات مرگ در زاغه مهمات فرمانده نباشد، وی نمی‌تواند توده‌های مردم را به سوی مرگ هدایت کند. تا زمانی که آن میمون‌های بی‌دم بداندیش (حیواناتی که ما به آن‌ها انسان می‌گوییم) به دست آوردهای فنی خود می‌بالند و ارتش‌های خود را مجهز کرده و هزینهٔ جنگ‌ها را می‌پردازند، فرمانده مجبور است که سربازان را بین مرگ محتمل در جبهه پیش رو و مرگ ناگزیر در پشت سر قرار دهد.
در نتیجه ارتش‌های دارای نیروی وظیفه بیشتر از ارتش‌های دارای نیروی داوطلب در معرض خطر تمرد نیروهای خود قرار دارند. نیروهایی که ممکن است در موارد شدید علیه نیروهای خودی اقدام کنند.
مشکلات ناشی از بی‌نظمی زمانی وخیم‌تر می‌شوند که پرتوان‌ترین جوانان برخلاف اراده خود مجبور به خدمت تحت فرماندهی افرادی شوند که به نظر آن‌ها هوش و استعداد کمی دارند و اینکه آن‌ها باید بی‌چون و چرا از این فرماندهان اطاعت کنند. این مسئله در دوران صنعتی‌سازی مشکلی ایجاد نمی‌کرد زیرا تنها طبقهٔ بالای جامعه به تحصیلات عالی دسترسی داشتند. اما همین مسئله در جنگ ویتنام باعث بروز مشکلاتی شد. در این جنگ دانش‌آموختگان دانشگاه‌ها مجبور بودند تحت فرماندهی درجه‌دارانی که به ندرت به دانشگاه رفته بودند و عموماً حتی دبیرستان خود را به پایان نرسانده بودند، خدمت کنند.

### ملی‌گرایی و نظامی گرایی پیشرفته
خدمت نظام وظیفه بر این فرض استوار است که ملت‌ها حقوقی دارند که فراتر از حقوق فرد است. در بیانیهٔ آلبرت اینیشتین و اعلامیه ضد خدمت وظیفه مهاتما گاندی آمده‌است که «دولتی که فکر می‌کند حق دارد شهروندان خود را مجبور به رفتن به جنگ کند، در زمان صلح نیز توجهی به ارزش شادی و زندگی آن‌ها نخواهد داشت.» ساختار ارتش‌های بزرگ دارای نیروهای وظیفه هم‌زمان با رشد ناسیونالیسم تند در سده‌های نوزدهم و بیستم میلادی بنا شد و در جنگ جهانی دوم به اوج خود رسید.
در زمان صلح، خدمت وظیفه جو نظامی‌گری و تعصب خشک را در جامعه به وجود می‌آورد. بسیاری از مردان جوانی که بدون اراده به خدمت اعزام می‌شوند، به نظامی‌گری بدگمان می‌شوند زیرا ماهیت اجباری بودن خدمت وظیفه روحیهٔ کمی در سربازان ایجاد می‌کند. این مورد در کشورهایی که احساسات ملی‌گرایانه در آغاز در آن‌ها ضعیف است مانند اتریش، آلمان و سوئد یا شرایط بی‌رحمانه‌ای در آن‌ها حاکم است بیشتر صادق است.
مردانی که آموزش نظامی دیده‌اند به مراتب بیشتر از دیگران آمادگی اظهار خشم در شرایط بحرانی را دارند. همچنین این نوع خدمت می‌تواند در سربازان وظیفه احساسات میهن گرایانه شدید، تبعیض جنسیتی یا تبعیض نسبت به کسانی که به خدمت نمی‌روند ایجاد کند.

### توجیه حمله به شهروندان
خدمت وظیفه یکی از اجزای جنگ همه‌جانبه است و این خدمت می‌تواند به عنوان یک سیاست قانونی برای توجیه خواستهٔ دولت مبنی بر اینکه فداکاری‌های دیگری نیز باید از سوی شهروندان صورت گیرد به نظر آید. دادرس لوئیس برندیس می‌گوید: «اگر اجازه فراخوان خدمت وظیفه داده شود، تمام عذرها از بین می‌روند.»
با استدلال می‌توان گفت که این وضع منجر می‌شود تفاوت‌های بین شهروندان و نظامیان از میان برود تا شهروندان نیز مورد هجوم قرار گیرند. برای مثال می‌توان به بمباران یکسره شهرها از سوی هر دو طرف جنگ در طول جنگ جهانی دوم و در مورد خاص به کشتار می لای اشاره کرد. به تازگی در ادبیات نظامی باب شده‌است که تلفات شهروندان در طول جنگ را «خسارت موازی» بنامند، هر چند که مرگ این افراد قابل پیش‌بینی است. در حقیقت در طول سده گذشته، تلفات شهروندان نسبت به تلفات نظامیان در صحنه نبرد رشد زیادی داشته‌است.

### کیفیت
یکی از اعتراضاتی که نسبت به خدمت وظیفه وجود دارد این است که کیفیت خدمت سربازان وظیفه پایین‌تر از سربازان داوطلب است. نخست اینکه مدت کوتاه خدمت اجازه رشد مهارت‌های نظامی را به شخص نمی‌دهد. دوم اینکه امکان افت روحیه در نیروهای وظیفه زیاد است که این امر به افت کیفیت نیز کمک می‌کند در حالی که افسران و درجه‌داران پایور می‌کوشند بر این مشکلات فائق آیند.
بزرگ‌ترین مشکل این است که سرعت آموزش باید با سرعت یادگیری کم یادگیرترین سرباز تنظیم شود. این واقعیت به همراه مدت کوتاه خدمت باعث می‌شود تا کیفیت کار نیروهای وظیفه پایین‌تر آید؛ بنابراین یگان‌های ویژهٔ تمام ارتش‌هایی که از نیروهای وظیفه استفاده می‌کنند کاملاً از نیروهای داوطلب تشکیل شده‌است، مانند رنجرهای چترباز در ارتش فنلاند.
همچنین آموزش نظامی نیروهای وظیفه تقریباً بسیار ساده است. در موارد معدودی اتفاق می‌افتد که آموزش آنان فراتر از نظام جمع، تیراندازی، آموزش ابتدایی مربوط به شاخه خدمتی و سلاح‌های خدمتی و آموزش ساده صحنه نبرد باشد. همچنین در بسیاری از کشورها به جای استفاده از سربازان در خدمات محترمانهٔ نظامی از آن‌ها به عنوان کارگران کم‌خرج خدماتی با نام‌هایی چون «گردان کار» یا «یگان خدمات» و غیره در اعمالی چون کشاورزی و ساخت زیربناها استفاده کرده و می‌کنند.

### اقتصاد
برخی بر این باورند که نسبت هزینه خدمت سربازی در زمان صلح به سود به دست آمده از آن، بسیار زیاد است. بسیاری از اقتصاددانان بین بودجه نظامی بالا و پیامدهای منفی اقتصادی متنوع ارتباطی علی برقرار کرده‌اند. افرادی که مشمول خدمت وظیفه عمومی می‌شوند شامل حساسیت بیشتری در عدم دسترسی به موقعیت‌های اقتصادی غیرنظامی خواهند بود. ماه‌ها یا سال‌ها خدمت بی‌بهره باعث کم شدن باروری اقتصاد می‌شود. هزینه آموزش (و در برخی کشورها هزینه دستمزد) را هم به این مقدار بیفزاید. با وجود این حجم بالای هزینه، بسیاری می‌گویند که این خدمت از نظر مالی زیان دهی دارد. از این رو است که کشورهای اروپایی بعد از پایان جنگ سرد به تدریج اقدام به برچیدن خدمت وظیفه عمومی نمودند. این روند تا آنجا پیش رفت که تا سال ۲۰۱۰ تنها ۶ کشور از کشورهای اتحادیه اروپایی هنوز به اجباری نمودن گذراندن این دوره برای جوانانشان نمودند.
خدمت نظامی را می‌توان به هر کاری ربط داد. هزینه‌های کار هیچ‌گاه حتی بدون پرداخت دستمزد نیز ناپدید نمی‌شوند. نتیجه کار سربازان وظیفه به سادگی ضایع می‌شود؛ کار غیرارادی (اجباری) به شدت نارسا است و سربازان حقوق خود را به داوطلبان می‌بازند. هنگامی که در جنگ، شهروندان زبردست را مجبور به این کنند که به عنوان سرباز آماتور بجنگند، تأثیر آن بسیار شدید خواهد بود. نه تنها تلاش نیروهای وظیفه از دست می‌رود و سودمندی آن‌ها نابود می‌شود بلکه پرنسل وظیفه زبردست نیز نمی‌توانند دوباره به راحتی جایگاه خود را در جامعه به دست آورند. هر سرباز وظیفه‌ای که به اجبار به ارتش آورده می‌شود از کار خود خارج شده و در نتیجه او دیگر نمی‌تواند به اقتصاد مملکت که پایه مالی ارتش است، کمک کند. این مورد در کشورهایی که وضعیت پیشاصنعتی دارند و سطح آموزش پایین است مشکلی ایجاد نمی‌کند زیرا کارگران شاغل در این گونه کشورها را به راحتی می‌توان جایگزین یکدیگر کرد. اما این وضع در کشورهایی که وضعیت پساصنعتی دارند و سطح آموزش در آن‌ها بالاست، متفاوت است به شکلی که نیروی کار در آن جا بسیار پیچیده بوده و یافتن جایگزین برای جای خالی سربازان وظیفه در سطح جامعه مشکل است. حتی می‌توان وضعیت‌های حادتری را برای اقتصادی متصور شد که نیروی کار حرفه‌ای آن به عنوان سرباز آماتور در جنگ کشته شود یا تا پایان زندگی معلول گردد. در این وضعیت سودمندی او برای جامعه بازگشت‌ناپذیر خواهد شد.

### ابزاری برای انقیاد جامعه
اعتراض دیگری که توسط مخالفان خدمت وظیفه بیان می‌شود از آن جهت است که این خدمت را ابزاری برای حکومت‌های دیکتاتوری می‌دانند که قصدشان کنترل و بازآموزی عده‌ای از مردم است به جای آنکه این خدمت وسیله‌ای برای مردم ستم‌دیده برای نفوذ به نظام برای ایجاد پایگاه قدرت در آن حکومت‌های دیکتاتوری باشد. همچنین این‌طور بیان می‌شود که از آن رو که در نیروهای مسلح به‌طور سنتی همه چیز به جای دموکراسی مبتنی بر فرماندهی و فرمان‌بری است، خدمت وظیفه ابزاری بسیار مؤثر برای القاء اطاعت و پیروی بی‌قید و شرط در جامعه است به جای آنکه به مردم سالاران اجازه کنترل ارتش داده شود. شاهد این مدعا این واقعیت است که رایشسور را از یک ارتش کاملاً داوطلب در سال ۱۹۳۴ (۱۳۱۲) به ورماخت که کاملاً مبتنی بر پرسنل وظیفه بود تبدیل کرد.
همچنین تقریباً همهٔ حکومت‌های دیکتاتوری معاصر (مانند سوریه، کره شمالی و عراق تحت حکومت صدام حسین) دارای خدمت وظیفه هستند. تقریباً تمام حکومت‌های دیکتاتوری سابق به شدت متکی بر این بودند که همهٔ مردان بالغ به خدمت وظیفه بروند (به جز دیکتاتوری نظامی برمه که یک استثنای برجسته بود). حکومت‌های دیکتاتوری نظامی سابق در کشورهای ترکیه، یونان، اسپانیا، شیلی، آرژانتین، برزیل، اندونزی و لیبی در طول حیات خود همچون کشورهای سابقاً کمونیست مانند اتحاد جماهیر سوسیالیستی شوروی از نیروهای وظیفه استفاده می‌کردند.

### خطر خودکشی
سربازان و حتی پرسنل نظامی در مقایسه با جمعیت عمومی، در معرض خطر بیشتری برای خودکشی قرار دارند. این مسئله می‌تواند ناشی از عوامل متعددی باشد که به شرایط خاص زندگی نظامی و تجربیات مرتبط با آن مربوط می‌شود. از جمله این عوامل می‌توان به استرس‌های ناشی از حضور در محیط‌های جنگی، مواجهه با صحنه‌های خشونت‌بار، دوری طولانی‌مدت از خانواده و دوستان، فشارهای روانی ناشی از آموزش‌های سخت و طاقت‌فرسا، و مشکلات تطبیق پس از بازگشت به زندگی غیرنظامی اشاره کرد. علاوه بر این، برخی از سربازان و پرسنل نظامی ممکن است با اختلالات روانی مانند اختلال استرس پس از سانحه (PTSD)، افسردگی، یا اضطراب دست‌و‌پنجه نرم کنند که این شرایط می‌تواند خطر خودکشی را افزایش دهد.
برخی مطالعات نشان می‌دهند که حتی پس از پایان خدمت، خطر خودکشی در میان کهنه‌سربازان همچنان بالاست. این موضوع لزوم توجه بیشتر به سلامت روانی پرسنل نظامی و ارائه حمایت‌های روان‌شناختی مناسب را برجسته می‌سازد. بسیاری از نیروهای نظامی در کشورهای مختلف برنامه‌هایی را برای پیشگیری از خودکشی و بهبود سلامت روانی سربازان و کهنه‌سربازان اجرا می‌کنند، اما چالش‌های زیادی در این زمینه همچنان وجود دارد. افزایش آگاهی، کاهش انگ اجتماعی مرتبط با مشکلات روانی، و دسترسی به خدمات درمانی و حمایتی می‌تواند به کاهش این خطر کمک کند.

## بحث‌هایی در دفاع از دوره خدمت وظیفه عمومی

### آموزش با ارزش
برخی از متفکران متمایل به کمونیسم این‌طور بیان می‌کنند که خدمت وظیفه در زمان صلح ابزاری ایدئال برای آموزش مهارت‌های مهم همچون کمک‌های اولیه، شنا و زنده ماندن در شرایط سخت است. ایشان همچنین بر این باورند که خدمت وظیفه، نیروی کار منظم‌تر و ماهرتری را برای جامعه می‌سازد زیرا مردان و زنانی که پس از پایان خدمت به جامعه بازمی‌گردند، مهارت‌های توسعه‌یافته خود را به جامعه انتقال خواهند داد.

### گذرگاه مردانگی
در بسیاری از کشورها، خدمت وظیفه راهی برای گذر به مردانگی تلقی می‌شود. مردان بالقوه آزمایش می‌شوند که آیا می‌توانند سختی آموزش‌های نظامی را تاب بیاورند و این حق را به دست بیاورند که به آن‌ها لقب مرد اطلاق شود. خدمت نظامی در کشورهایی که شامل این خدمت می‌شوند آزمایش مردانگی تلقی می‌شود. خدمت وظیفه می‌تواند رفاقت و همراهی را به سربازان الهام کند و گروهی از مردم را متحد سازد. تمام مردان تن‌درست به همراه یکدیگر تحت یک فرماندهی چنین احساسی داشته‌اند. این امر می‌تواند اتحاد و روحیه ملی در مردم ایجاد کند.

### نیروی مقابله با کودتاهای نظامی
برخی بر این باورند که خدمت وظیفه باید به دموکراسی متصل باشد. یک ارتش حرفه‌ای می‌تواند یک دولت در دولت خطرناک باشد. ارزش‌های نظامی مانند اطاعت بلا شرط از دستورها و احترام به سلسله مراتب فرماندهی به راحتی می‌تواند توسط دیکتاتورهای بالقوه مورد سوء استفاده قرار گیرد. افرادی که به صورت خودآگاه یا ناخودآگاه به نظام‌های استبدادی تمایل دارند به راحتی به نیروهای مسلح جذب می‌شوند. همچنین در زمان‌های رکود اقتصادی و بیکاری، ارتش می‌تواند تنها شغل ممکن برای مردم یا اقلیت‌های تحقیرشده باشد (این واقعیت تأثیر مهمی در رشد نظامی‌گری ژاپنی داشت). این گونه افراد ممکن است ارتش را به مثابه خانه خود تلقی کرده و آن را فراتر از دولت در نظر گیرند.
از سوی دیگر، دیکتاتورهایی که به قدرت رسیدند مانند ناپلئون بوناپارت، آدولف هیتلر و صدام حسین از این خدمت استفاده کرده‌اند. مهم‌ترین سوءقصد به جان هیتلر نیز از سوی بخش حرفه‌ای ارتش وی اتفاق افتاد.
همچنین باید به خاطر داشت که کودتای ترکیه در سال ۱۹۸۰ و بسیاری از کودتاهای دیگر از آن جهت صورت گرفتند که ارتش از نتیجه انتخابات مردمی ناراضی بود اما این واقعیت نیز باید گفته شود که ترکیه ارتشی متکی به نیروهای وظیفه نیز داشت.

### تعداد نفرات
کشورهای کوچک انتخاب‌های زیادی برای تشکیل ارتش بزرگ دارند. یکی از آن‌ها این است که تمام مردان تن‌درست را به ارتش بفرستند. با این شیوه بود که سوییس توانست با وجود حملات مکرر در طول تاریخ مستقل بماند. چریک‌های سوئیسی آن قدر موفق بودند که سبک جنگی و سلاح آن‌ها به سرعت توسط دشمنانشان مورد تقلید قرار گرفت.
در عوض این کار باعث شد که سوییس تا حد سربازان مزدور مشهور گردد؛ بسیاری از حاکمان حتی برای خود گارد سوییسی تشکیل دادند. شهرهای تجاری فلاندرزی در سده ۱۴ میلادی نیروهای چریکی به وجود آوردند که حتی می‌توانستند ارتش‌های شوالیه‌ها را نابود کنند. نبرد مشهور مهمیزهای زرین در سال ۱۳۰۲ میلادی (۶۸۰) نمونهٔ خوبی برای این مدعا است.
از دیگر انتخاب‌های موجود برای دفاع ملی می‌توان به عضویت در ائتلاف‌های نظامی مانند ناتو اشاره کرد. کشورهایی همچون بلژیک و لوکزامبورگ نمونه‌های خوبی در این مورد هستند. سوییس در ابتدا به عنوان مؤتلف نظامی بین بلوک‌های مستقل کار خود را آغاز کرد. با این حال عضویت در این ائتلاف‌ها باعث کاهش استقلال کشورها و وابستگی آن‌ها به مؤتلفین نیرومندتر می‌شود. چندین عضو ناتو همچنان دارای خدمت وظیفه هستند، پس در نتیجه عضویت در ائتلاف، مانعةالجمع خدمت سربازی در این کشورها نمی‌باشد.
همچنین کشورهای کوچک ثروتمند می‌توانند ارتش‌های مزدور برای خود استخدام کنند. این رویکرد نیازمند داشتن ثروت و همچنین وجود مردانی برای استخدام شدن است. به علاوه اینکه در این شیوه باید ابزارهایی در نظر گرفته شوند تا مزدوران یاغی نشوند.
نگهداری از تعداد سربازان در یک ارتش حرفه‌ای با وجود فرسایش نیروها که از قدیم در طول جنگ‌ها معمول بوده به ویژه هنگام جنگ‌های طولانی بسیار مشکل است. مسئله‌ای که باعث پیچیده‌تر شدن وضع در مواقع جنگ می‌شود این واقعیت است که خدمت نظامی در آن هنگام غیر جذاب می‌شود حتی اگر جنگ از حمایت گسترده‌ای برخوردار باشد. به همین دلیل بود که ارتش متحد و ارتش بریتانیا در جنگ جهانی اول پس از چند سال جنگ و خسارات ناشی از آن، رو به سربازان وظیفه آوردند.
با این که خدمت وظیفه تعداد نیروها را افزایش می‌دهد اما کیفیت را بالا نمی‌برد. نیکولو ماکیاولی می‌خواست یک ارتش متشکل از نیروهای وظیفه در فلورانس تشکیل دهد که به فاجعه ختم شد؛ نیروهای وظیفه آموزش یا تجربه کافی نداشتند و در انجام مانور و مشق نظامی ناشی بودند. اگر نیروهای وظیفه تنها در هنگام بحران آموزش ببینند، محدودیت‌های زمان و منابع تنها اجازه آموزش‌های ابتدایی را به دولت می‌دهد؛ چیزهای دیگر را باید در صحنه نبرد آموخت. در نتیجه می‌توان در زمان صلح با آموزش یک نیروی بزرگ که در زمان جنگ به کار آید از این مشکلات اجتناب کرد. کیفیت نیروهای ذخیره باید با تمرین‌های ثابت و مستمر مراقبت شود. در بسیاری از کشورهایی که نظام خدمت وظیفه در آن‌ها برقرار است طول (و کیفیت) آموزش نظامی پرسنل وظیفه تقریباً مشابه ارتش‌های حرفه‌ای است.
تلفات نیروهای وظیفه در صحنه نبرد غالباً زیاد است اما تلفات تعداد نفرات محدود به این واقعیت است که تأمین مردان تن‌درست در یک ملت پایان‌ناپذیر نیست. همچنین هر حکومتی که تن به تأمین مالی جنگ‌های طولانی‌مدت با استفاده از نیروهای وظیفه می‌دهد، خود را در معرض خطر از دست دادن حمایت مردمی و حاکمیت قرار خواهد داد. در این مورد، کشورهای دموکراتیک تنها زمانی حاضر به استفاده وسیع از نیروهای وظیفه می‌شوند که جنگشان بر سر موجودیت کشورشان باشد. اما برای پیگیری منافع ملی یا قشون‌کشی‌های خارجی همچنان وجود ارتش حرفه‌ای لازم است.
از نیروهای وظیفه می‌توان در دیگر وظایف رزمی مانند استقرار در مناطق مهم، امنیت داخلی، حفاظت از راه آماد استفاده کرد تا نیروهای حرفه‌ای بتوانند در جبهه‌ها آسوده‌تر بجنگند.

### کیفیت
کیفیت کار نیروهای وظیفه در بسیاری از کشورها پایین است. همچنین دولت‌ها نسبت به آموزش حرفه‌ای آنان بی‌میل هستند. اما در برخی از کشورها که خدمت وظیفه در آن‌ها جریان دارد تنوع کارکنان نیروهای وظیفه بزرگ‌ترین مزیت آن‌ها تلقی می‌شود.
مورد دیگر این است که افرادی نیز هستند که توسط نیروهای حرفه‌ای استخدام نمی‌شوند اما این افراد در اقلیت هستند و می‌توان در موارد شدید ایشان را به دلایل پزشکی ترخیص کرد.
با این حال نیروهای وظیفه ممکن است دارای بهترین جوانانی باشند که به هیچ وجه به ارتش حرفه‌ای نپیوندند. بسیاری از نیروهای وظیفه از لایه‌های اجتماعی هستند که شغل موفق یا تحصیل آن‌ها بهتر از خدمتشان تلقی می‌شود. این افراد را می‌توان با آسانی برای مشاغل فنی و فرماندهی به کار گرفت. اگر جایگاه درجه‌داران جوان و افسران توسط نیروهای وظیفه پر شود، اندازه و هزینهٔ کادر حرفه‌ای (پایوران) بسیار کم می‌شود. در طول زمان هنگامی که این نیروهای وظیفه مسن‌تر شده و تبدیل به نیروهای ذخیره شده‌اند از حالت جنگی دور می‌شوند اما می‌توان آن‌ها را دوباره آموزش داد و به‌طور اضطراری در مشاغلی که با شغل اجتماعی آن‌ها سازگار باشد گماشت. برای مثال، از یک مدیر حمل و نقل که یک افسر ذخیره نیز هست، می‌توان به عنوان فرمانده لجستیکی یک گردان در زمان جنگ استفاده کرد. پیشرفت گسترده ارتش مصر بین جنگ شش روزه و جنگ یوم کیپور به این دلیل بود که از دانش‌آموختگان دانشگاه‌ها که پیش از آن از خدمت معاف می‌شدند به عنوان پرسنل وظیفه در پست‌های نظامی استفاده شد.
در زمان جنگ به ویژه هنگام جنگ‌های طولانی مانند جنگ جهانی دوم تفاوت‌های بین نیروهای وظیفه و حرفه‌ای به تدریج کم می‌شود. در آن هنگام فرماندهان، تجربه جنگی سربازان و یگان‌ها را به عنوان معیار سنجش کیفیت نیروها در نظر می‌گیرند. در نتیجه سربازان وظیفه‌ای که در عملیات‌های نظامی شرکت کرده باشند بسیار بیشتر از ارشدهای حرفه‌ای تازه‌کارشان ارزش خواهند داشت.
بدترین مشکل این است که آموزش باید مطابق توان بدنی و بهره هوشی ضعیف‌ترین جوانان طراحی شود. با این حال می‌توان با جدا کردن نیروهای وظیفه به گروه‌های مختلف از این مشکلات پیشگیری کرد. حتی ضعیف‌ترین نفرات هم می‌توانند مهم‌ترین نقش‌ها را در وظایفی آمادی به عهده بگیرند تا در همین حین نفرات توانمند، برای متخصص شدن دوره ببینند.
در بسیاری از مواقع هم خدمتی‌های سربازان وظیفه مشکلات اجتماعی دارند، مثلاً برخی مجرم، قلدر، معتاد یا جامعه‌ستیز هستند. خدمت این افراد در ارتش باعث بروز مشکلات زیادی می‌شود. این نفرات توانایی‌های یگان را از بین برده و حتی ممکن است امنیت دیگران را به خطر اندازند. برخی از کشورها این مشکل را تشخیص داده‌اند و کوشیده‌اند از ورود مشکل‌سازان بالقوه پیش از اعزام به خدمت مثلاً از طریق معافیت پزشکی جلوگیری کنند.
از دیگر سو در برخی کشورها (مانند روسیه) مشکلات مربوط به این مسائل بسیار وخیم‌تر است. همچنین بحثی وجود دارد مبنی بر این که اگر این مشکل را تحت عنوان بزهکاری نوجوانان طبقه‌بندی کنیم در نتیجه ارتش به عنوان «مدرسه مردان» عمل می‌کند. با دادن مسئولیت به جوانان می‌توان پیشرفت آن‌ها را مشاهده کرد و رفتارهای مجرمانه را در آن‌ها به حداقل رساند. مشکل آن جاست که ذات اجباری بودن خدمت وظیفه در ارتش‌ها، سربازان را به سمت عدم پذیرش مسئولیت سوق می‌دهد و بسیار محتمل است که رفتارهای جامعه‌ستیز به جای کم شدن در آن‌ها افزایش یابد.

### انگیزه‌های سیاسی و اخلاقی
ژان ژاک روسو با حرارت بسیار ضد ارتش‌های حرفه‌ای داد سخن می‌داد و معتقد بود که این حق و امتیاز هر شهروندی است که در دفاع از کل جامعه شرکت داشته باشد و واگذاری آن به نیروهای حرفه‌ای نشانهٔ انحطاط اخلاقی مردم است. او این باور خود را بر این پایه استوار کرده بود که جمهوری روم زمانی به سقوط نزدیک شد که ارتش خود را از حالت وظیفه به حرفه‌ای تبدیل کرد.
همچنین ارسطو ارتباط بین تقسیم خدمت وظیفه بین توده مردم و نظم سیاسی کشور را مهم تلقی می‌کرد.
در برخی از ایدئولوژی‌ها و فرهنگ‌ها مانند آن‌هایی که بر نظام اشتراکی یا بر تمرکز قدرت متکی هستند، ارزش جامعه بیش از ارزش افراد تلقی می‌شود. این ایدئولوژی‌ها و جهان‌بینی‌ها به دولت حق می‌دهند که جان اعضای کشور را برای دفاع از صلاح همگانی به خطر اندازد. خدمت وظیفه در کشورهایی که نظام حاکم بر ایدئولوژی‌های جامعه‌محور، جهان‌بینی و دین مبتنی می‌باشد راهی طبیعی برای تشکیل ارتش است. برخی دیگر از طرفداران خدمت وظیفه مانند ویلیام جیمز بر این باورند که ارتش و خدمت ملی راهی برای القای مردانگی در جوانان تازه‌بالغ و همچنین ایجاد حس «فداکاری» و «انکار نفس» در آنان است.
خدمت وظیفه در جریان جنگ‌های همه‌جانبه تنها راه پیش روی ملل کوچک است تا بتوانند با ساخت یک ارتش پر توان بدون تکیه بر متحدین به دفاع از خود بپردازند. این مورد به ویژه زمانی مهم به نظر می‌رسد که ارتش کشور متخاصم بسیار بزرگتر باشد. در این مواقع یک نیروی داوطلب صرف‌نظر از کیفیت، غالباً نمی‌تواند روبروی قوای دشمن دوام بیاورد.
حق حاکمیت در به خدمت گرفتن شهروندان را می‌توان در اصول سودمندگرایی نیز یافت. اگر با ریخته شدن خون چند سرباز بتوان به منافع بزرگتر رسید، ملت باید خواهان این فداکاری باشد. با این فرض باید این حق را به دولت داد تا از شهروندان برای رسیدن به منافع مهم‌تر برای بشر استفاده کند.
خدمت وظیفه در بریتانیا معمولاً به خاطر داشتن پتانسیل‌هایی از قبیل ناملایمات سودمند یا اصلاح رفتار ستایش شده‌است. برخی که در این مورد نظر داده‌اند بر این باورند که نظام ارتش بسیار بهتر از نظام قضایی می‌تواند با مجرمان برخورد کند یا جوانان با آموزش‌های نظامی و خدمت در ارتش راحت‌تر با جامعه وفق پیدا می‌کنند یا حتی عده‌ای بر این باورند که مجرمان را برای جنگیدن باید به عراق فرستاد.

### اقتصاد
در جریان جنگ‌های بسیار بزرگ (مانند جنگ جهانی دوم) تشکیل ارتشی که کاملاً متکی به نیروهای داوطلب باشد، نیاز به افزایش شدید مالیات یا کسر بودجه دارد. در این‌گونه موارد ضرر حاصل از به خدمت گرفتن نیروهای وظیفه بسیار کمتر از افزایش مالیات‌ها است. پژوهشی در تأثیرات مالی ناشی از خدمت وظیفه در جریان جنگ جهانی دوم نشان داد که یک ارتش داوطلب هم به همان میزان می‌توانست در رشد اقتصادی مضر باشد.
ارتش بریتانیا تخمین زده‌است که در یک ارتش حرفه‌ای، یک گروهان متشکل از کادر ثابت که به عنوان نیروهای حافظ صلح به خارج از کشور اعزام شده‌است برابر با سه گروهان در کشور است. حقوق آنان کاملاً از بودجه ارتش پرداخت می‌شود.
خدمت وظیفه همچنان در بسیاری از کشورها به ویژه در آسیا به عنوان راهی برای سربازگیری استفاده می‌شود. برخلاف آن‌ها داوطلبان نیروهای ذخیره تا زمانی که اعزام نشده‌اند در مشاغل غیرنظامی خود مشغول به کار خواهند بود.